# صيغة أتوم
أتوم (بالإنجليزية: Atom)‏ صيغة بيانات حاسوبية مبنية على XML وتتمثل إحدى تطبيقاتها في نشر التلقيمات. تفيد التليقمات في إعلام من يتابعونها بتحديث المواقع التي توفر التلقيمات، مما يسمح بمتابعة عدد ضخم من المواقع (الإخبارية مثلا) والمدونات دون الحاجة لزيارة المواقع كلها لمعرفة الجديد فيها.
كما أنها بروتوكول للتواصل ما بين البرمجيات المختلفة التي تكون منظومات النشر على الوب، مثل تطبيقات سطح المكتب ونظم إدارة المحتوى على الوب مما يمكن البرمجيات والنظم المختلفة من تبادل البيانات فيما بينها نظاميا.
و في حين أنها أعقد تصميما من صيغة آر إس إس التي تؤدي غرض نشر التلقيمات ذاته، فإن صيغة أتوم تتيح مرونة أكثر ويرى تقنيون عديدون أنها أفضل تصميما وقابلية للتوسع باعتبارها تطبيقا من تطبيقات لغة الترميز القابلة للامتداد.